# Marte Atlético Luque
Marte Atlético – paragwajski klub piłkarski z siedzibą w mieście Luque.
Klub Marte Atlético założony został 17 września 1904 roku. W 1911 roku klub wziął udział w pierwszych mistrzostwach Paragwaju Ligi Centenario. Wkrótce jednak Marte Atlético przeniósł się do rozgrywek organizowanych przez konkurencyjną federację, gdzie grał w drugiej lidze. W 1915 został mistrzem drugiej ligi, jednak wyrzekl się awansu, gdyż zdobycie drugi raz z rzędu mistrzostwa drugiej ligi pozwalało zachować na własność przechodnie trofeum Copa Intendencia Municipal. W 1916 klub ponownie wygrał drugą ligę i awansował do pierwszej ligi. W mistrzostwach Paragwaju roku 1917 klub, na 8 uczestników, zajął 7 miejsce. W mistrzostwach Paragwaju roku 1918 Marte Atlético także zajął 7 miejsce, ale na 9 uczestników. W mistrzostwach Paragwaju roku 1919 klub Marte Atlético także zajął ostatnie, 10 miejsce, i spadł z pierwszej ligi, do której już nigdy nie powrócił.
W 1921 roku połączył się z klubami General Aquino oraz Vencedor Luque, tworząc nowy klub, Sportivo Luqueño